# Мунія каштанововола
Му́нія каштанововола (Lonchura castaneothorax) — вид горобцеподібних птахів родини астрильдових (Estrildidae). Мешкає в Австралії та на Новій Гвінеї.

## Опис

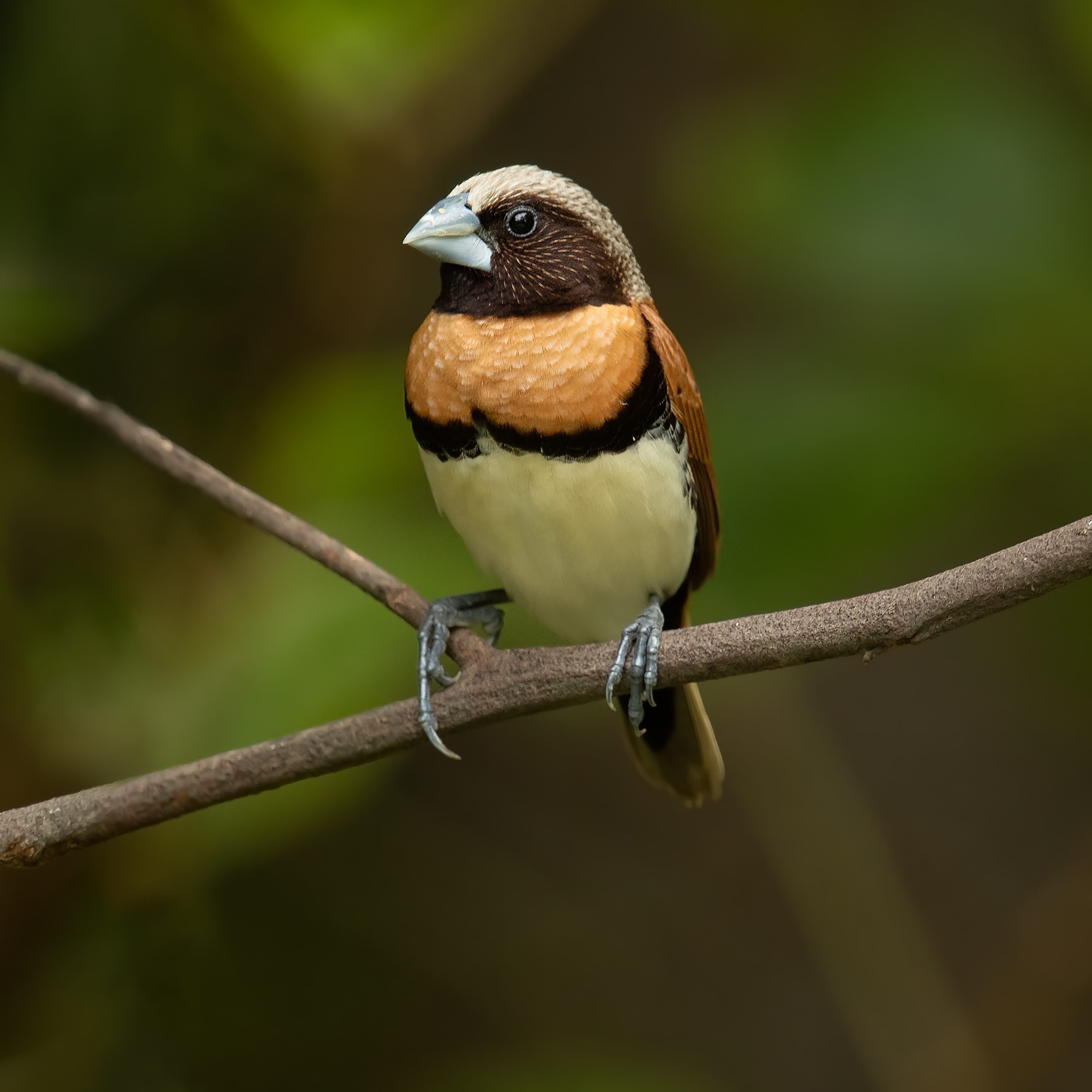
Каштанововола мунія

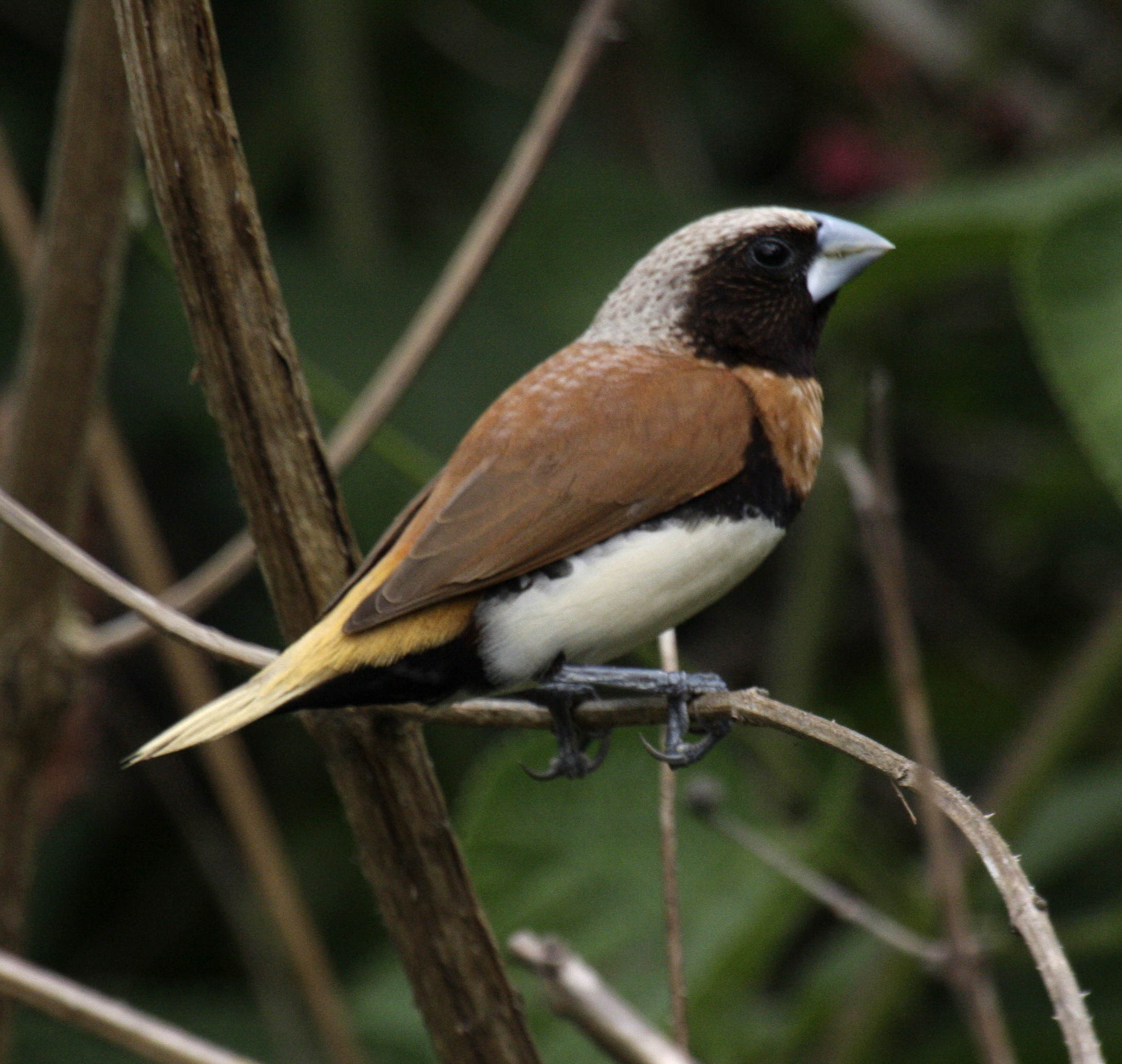
Каштанововола мунія

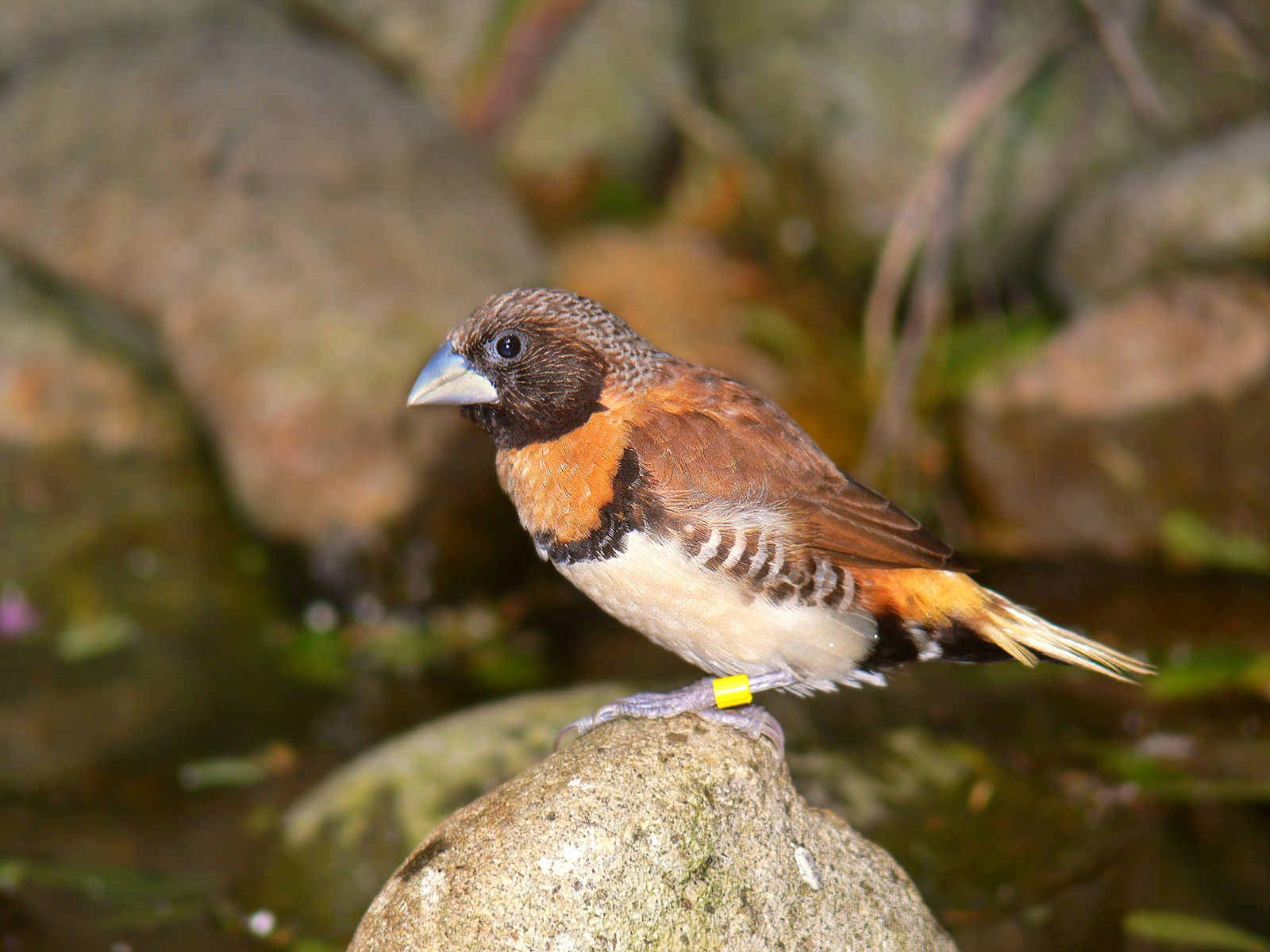
Каштанововола мунія

Довжина птаха становить 9-13 см. Обличчя чорне, пера на ньому мають помітні світлі стрижні. Верхня частина голови і задня частина шиї світло-сірі. Груди і верхня частина тіла світло-коричневі. Решта нижньої частини тіла біла, відділена від грудей чорною смугою. Боки смугасті, біло-сірі. Очі темно-карі, дзьоб чорнувато-сірий, лапи сіруваті. Самиці мають дещо менш яскраве забарвлення, ніж самці.

## Підвиди
Виділяють п'ять підвидів:
- L. c. uropygialis Stresemann & Paludan, 1934 — північний захід Нової Гвінеї (район затоки Чендравасіх[en]);
- L. c. boschmai Junge, 1952 — захід Нової Гвінеї (район озер Паніаї[en];
- L. c. sharpii (Madarász, G, 1894) — північ і північний схід Нової Гвінеї (від затоки Астролябія до затоки затоки Йос-Сударсо[en], нижня течія річки Ватут[en]), острів Манам[en];
- L. c. ramsayi Delacour, 1943 — південний схід Нової Гвінеї і острови Д'Антркасто;
- L. c. castaneothorax (Gould, 1837) — північ і схід Австралії.

## Поширення і екологія
Каштанововолі мунії мешкають в Австралії, Індонезії і Папуа Новій Гвінеї. Також вони були інтродуковані на островах Еспіриту-Санто і Нова Каледонія, а також на південному заході Австралії, поблизу міста Перт. Вони живуть на трав'янистих луках поблизу річок, озер і боліт, трапляються в мангрових заростях і на рисових полях. Зустрічаються зграйками, часто приєднуються до змішаних зграй птахів. В Австралії під час сезону дощів птахи мігрують вглиб континенту, подалі від болотистих місцевостей, а під час сезону посухи переміщуються ближче до узбережжя.
Каштанововолі мунії живляться насінням трав, під час гніздування іноді також дрібними летючими комахами. Розмножуються протягом всього року, пік припадає на звершення сезону дощів. Гніздо кулеподібне, робиться з переплетених стебел трави та рослинних волокон. В кладці від 4 до 6 яєць. Інкубаційний період триває 13 днів. Будують гніздо, насиджують яйця і доглядають за пташенятами і самиці, і самці. Пташенята покидають гніздо через 3 тижні після вилуплення, однак батьки продовжують піклуватися про них ще 2 тижні.